# Кале Аниольский
Кале или Калевис (VI век) — отшельник Аниольский. День памяти — 1 июля.
Святой Кале (Calais) или Калевис (Calevisus), отшельник, был основателем монастыря на реке Аниоль (Aniole). Город Сен-Кале (Saint-Calais) носит его имя. Согласно Vita Carileffi, король Хильдеберт I даровал ему земли после встречи в лесу, где охотился король.
После него настоятелем стал Ломер (Laumer). Житие святого написал Сивиард (Siviard), другой настоятель.